# Музей Дхарма Віратама

Музей Дхарма Віратама (англ. Dharma Wiratama Museum, індонез. Museum Pusat TNI AD Dharma Wiratama) — військовий музей, зосереджений на історії індонезійської армії від її зародження в 1945 році до перевороту 30 вересня 1965, і індонезійських миротворчих місій. Він розташований в колишній штаб-квартирі національної армії в Джок'якарті.

## Огляд
Музей Дхарма Віратама офіційно називається «Центральний музей армії Дхарма Віратама». Він розташований на 75 вулиці Судірман, на розі вулиці Судірман і Чі Ді Теро, в Джок'якарті, Індонезія. В його колекції міститься 4,289 предмета. Багато мають пояснювальні підписи, хоча деякі з них пояснюються англійською.

## Історія
Будівля, в якому зараз знаходиться музей, була побудована голландським колоніальним урядом в 1904 році, як офіційна резиденція для посадової особи, яка відповідає за управління Центральною Явою. Під час японської окупації Голландською Ост-Індією з 1942 по 1945 рік будівля була зайнятою японськими військами, які використовували його як казарми.
У зв'язку з неминучого поразкою Японії в Другій Світовій Війні, Індонезія проголосила свою незалежність 17 серпня 1945 року. Майже два місяці по тому, Уріп Сумохарджо голландському солдату, який раніше був офіцером Королівської Голландської Ост-Індської Армії, було поставлено завдання — створвити нової національну армію Індонезії, яка має базуватися в Джок'якарті. Хоча він тимчасово використовував номер в готелі Мердека (зараз Інна Гаруда) для свого командного пункту, пізніше султан Джокьякарта, Хаменгкубувоно IX, пожертвував колишніми японськими казармами, що б там призначити штаб армії.
Перший головний командир Збройних сил Індонезії, Судірман, був обраний в будівлі 12 листопада 1945 під час індонезійської Національної Революції (1945-49), будівля була центром влади для солдатів всієї нової нації. Після закінчення революції, збройні сили перенесли свої основні штаб-квартири в столицю країни Джакарту. Будівля була потім використана як основа для Корем 072 / ПМК, підрозділ Kodam IV / Diponegoro.
Музей був відкритий 30 серпня 1982 року генералом Кодам IV / Diponegoro.
В музеї скалдають заліковий тест всі курсанти військових навчальних закладів. Курсанти мають пробігти 100-кілометровий (62 миль) довгий маршрут, який проходив легендарний Судірман в його партизанської кампанії.

## Виставка
Музей складається з 20 кімнат, кожна різної спрямованості. На вході відвідувачам дається коротка історія музею і можна побачити портрети колишніх начальників штабів армії. По обидві сторони від входу знаходяться кімнати, присвячені Судірману (на схід) і Уріпу (на заході), перший керівникам індонезійської армії. На північ від входу знаходиться «військова кімната» (кімната театр), яка містить артефакти і припис битв з восьми боїв, що мали місце під час Індонезійській Національної Революції: Битва Медан, битви Палембанг, руйнування Бандунга, битви Семаранг, Битва Амбарава, битви Сурабая, битви Маргарана, і битва Макассар. Після «військової кімнати», відвідувачі бачать експонати різного озброєння, макет польової кухні, іспользовавшеяся під час революції, і колекція засобів зв'язку та медичного обладнання. Наступні три кімнати присвячені революції.
Починаючи з кімнати 11, експонати фокусують увагу на історію армії після революції. Перша частина цієї секції це кімната знамен, яка відображає прапори різних підрозділів Армії. Це супроводжується колекцією уніформи, потім кімната медалей. Три номери після цього зосереджені на різних військових операціях в 1950-х, у тому числі репресій Дарул Ісламу, боротьби проти комуністичної партії Індонезії, і кілька сепаратистських елементів. За цим слідує інша кімната обладнання, в тому числі засобів зв'язку та озброєння; потім одну реконструкцію ранніх років Гарудского контингенту, вклад Індонезії в миротворчих місіях Організації Об'єднаних Націй.
Останні дві кімнати, присвячені 1960-м рокам. Перша присвячена «героям революції» («hlawapan revolusi»), дев'яти офіцерам, які були вбиті з 1 жовтня 1965 до 30 вересня, пізніше визнані Національними Героями Індонезії. Остання кімната присвячена ліквідації Комуністичної партії Індонезії, яких армія звинувачує у перевороті 30 вересня. Ця колекція включає в себе форму полковника сарвам Едді, зброю і доктринальний матеріал Комуністичної партії.
У передній частині музею знаходяться статуї Судірман і Уріпа, згадуються як «Dwitunggal» (буквально «дві ще одним»).
Музей також включає в себе зал для спеціальних заходів, підземний бункер та адміністративну площі.